# Heidi Sørensen

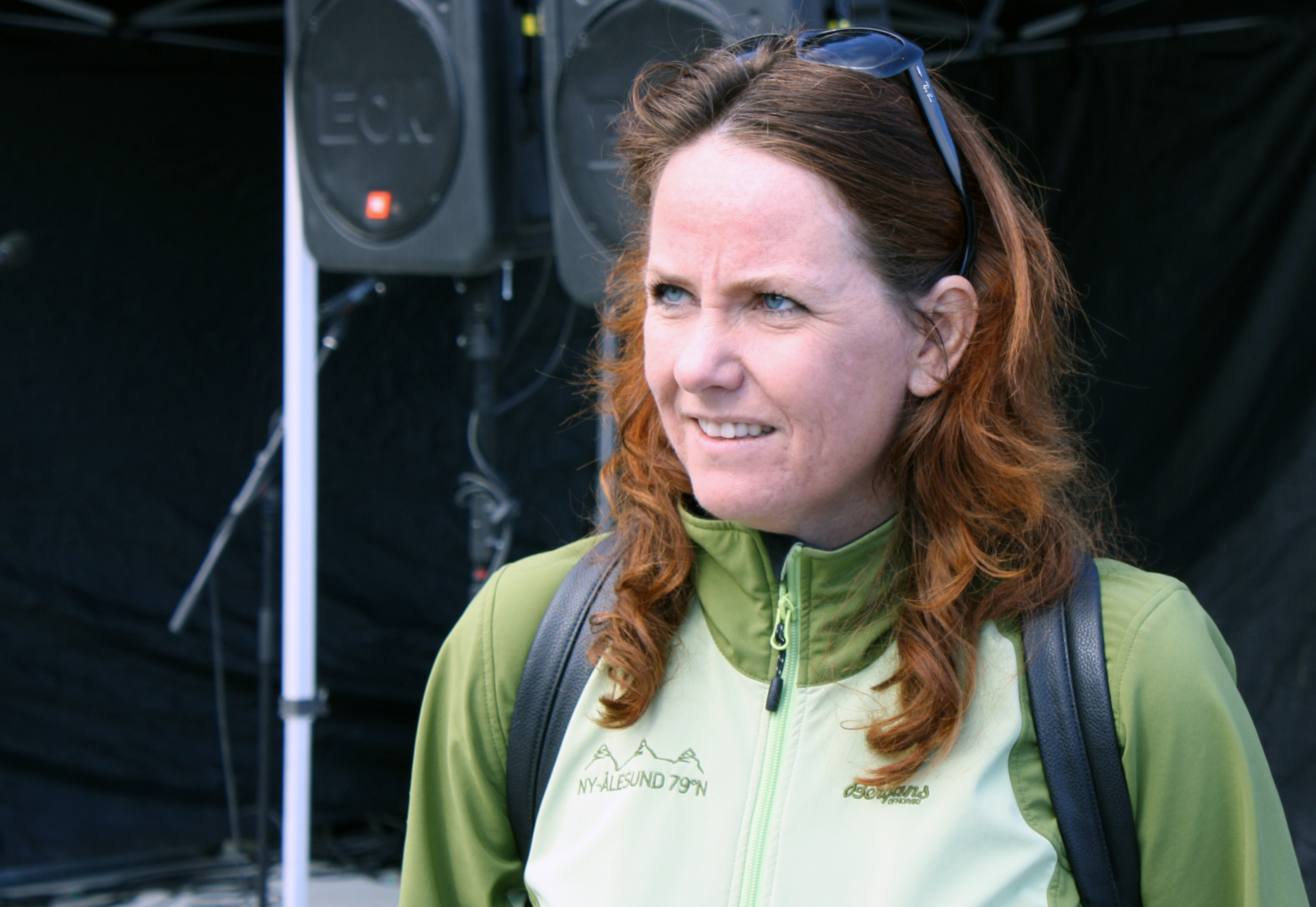
Heidi Sørensen, 2011

Heidi Sørensen (* 14. Februar 1970 in Levanger) ist eine norwegische Naturschützerin und Politikerin der Sosialistisk Venstreparti (SV). Von Oktober 2007 bis April 2012 war sie Staatssekretärin in der Regierung Jens Stoltenberg II.

## Leben
Im Jahr 1992 schloss Sørensen ihr Studium der Geschichte und Politikwissenschaft ab. Politisch war sie zwischen 1991 und 1995 im Vorstand der EU-kritischen Organisation Nei til EU aktiv. Von 1993 bis 1995 war sie zudem die Vorsitzende des norwegischen Jugendumweltschutzverbandes Natur og Ungdom. Anschließend stand sie bis 1998 der Mutterorganisation Norges Naturvernforbund vor. In der Zeit zwischen 1998 und 2001 war sie Leiterin des Unternehmens Grønt Lys.
Sørensen war von 2001 bis 2005 Mitglied im norwegischen Parlament, dem Storting. Dort vertrat sie in dieser Zeit den Wahlkreis Oslo und sie war Mitglied im Fraktionsvorstand ihrer Partei. Die Zeitung Aftenposten bezeichnete sie als die erste bekannte Umweltschutzaktivistin, die ins Parlament einzog. Bei der Parlamentswahl 2005 verlor sie ihr festes Mandat, sie vertrat jedoch von Oktober 2005 bis Oktober 2007 sowie erneut von April 2012 bis September 2013 ihre Parteikollegin Kristin Halvorsen, die als Mitglied der Regierung ihr Parlamentsmandat ruhen lassen musste. In der Zeit zwischen dem 18. Oktober 2007 und dem 27. April 2012 war Sørensen Staatssekretärin im Umweltministerium.
Von 2013 bis 2016 war sie bei der Umweltschutzorganisation WWF tätig. Im Januar 2017 wurde sie Leiterin der neu geschaffenen Klimabehörde der Kommune Oslo.